# Campeonato Italiano de Futebol de 1912–13 – Primeira Divisão
A Primeira Divisão do Campeonato Italiano de Futebol de 1912–13, também conhecida oficialmente como Prima Categoria de 1912–13, foi a 16.ª edição da principal divisão do Campeonato Italiano de Futebol (a 10.ª como Prima Categoria).
A competição foi organizada pela Federazione Italiana Giuoco Calcio — FIGC (em português:  Federação Italiana de Futebol) e disputada entre 20 de outubro de 1912 e 1º de junho de 1913.
O título de campeão ficou com o Pro Vercelli, seu quinto título.

## Premiação
| Campeonato Italiano de Futebol de 1912–13 Primeira Divisão |
| ---------------------------------------------------------- |
| Football Club Pro Vercelli 1892 Campeão (5.º título)       |